# Kuta Kepar (Tiganderket)
Kuta Kepar is een bestuurslaag in het regentschap Karo van de provincie Noord-Sumatra, Indonesië. Kuta Kepar telt 178 inwoners (volkstelling 2010).